# Cimetière Saint-Isidore
Le cimetière Saint-Isidore (en espagnol : Cementerio de San Isidro ou Sacramental de San Isidro) est un cimetière de Madrid en Espagne. Ce cimetière est le lieu de repos de nombreux Espagnols célèbres, tels que des artistes, des politiciens ou des poètes.

## Localisation
Il s'étend sur 12 hectares sur la rive supérieure droite du Manzanares, dans l'arrondissement de Carabanchel. Il est séparé au nord par un mur du cimetière Saint-Just, autre célèbre nécropole de la capitale espagnole.

## Histoire
Le cimetière Saint-Pierre et Saint-André est créé en 1811 par Joseph Bonaparte derrière l'ermitage Saint-Isidore. En 1814, la propriété de l'ermitage, du cimetière et des terrains avoisinants est confirmée par le roi Ferdinand VII à l'archiconfrérie du Saint-Sacrement, de saint Isidore le Laboureur et des âmes du purgatoire. Son nom complet depuis cette date est cimetière de la confrérie de Saint-Isidore, Saint-Pierre et Saint-André (en espagnol : Cementerio de la Sacramental de San Isidro, San Pedro y San Andrés).
Durant le XIXe siècle, il devient le lieu de repos préféré des membres de la noblesse, de la bourgeoisie, des hommes politiques et des artistes de Madrid qui y font construire de splendides tombeaux d'une grande qualité architecturale et artistique. 

## Architecture
Les architectes et artistes ont employé toutes les ressources possibles, enrichissant leurs travaux avec des groupes sculptés et la présence d'éléments artistiques venus de carrière de pierre, de forges, d'ateliers de vitriers ou d'émaux. Parmi les architectes, l'on retrouve Arturo Mélida et, parmi les sculpteurs, le Catalan Agustín Querol. 
Le cimetière est considéré comme l'un des plus intéressants d'Europe. Depuis le 27 avril 1995, il est inclus dans le périmètre historique de la ville de Madrid.

## Personnalités inhumées
- Pedro Rodríguez de Campomanes (1723-1802), économiste, juriste, historien, écrivain et homme politique
- Leandro Fernández de Moratín (1760-1828), dramaturge et poète
- Pepita Tudó (1779-1869), épouse de Manuel Godoy
- Francisco Javier de Istúriz (1790-1871), diplomate et homme d'État
- Ramón de Mesonero Romanos (1803-1882), écrivain
- Diego de León (1807-1841), militaire
- Ventura de la Vega (1807-1865), écrivain argentin
- Juan Donoso Cortés (1809-1853), homme politique et penseur contre-révolutionnaire espagnol
- José de Salamanca (1811-1883), homme politique et entrepreneur
- Francisco Asenjo Barbieri (1823-1894), compositeur
- Cristóbal Oudrid (1825-1877), pianiste et compositeur
- José de Echegaray (1832-1916), écrivain
- Emilio Castelar (1832-1899), homme politique
- Segismundo Moret (1833-1913), homme de lettres et homme d'État
- Francisco Silvela (1843-1905), avocat, historien et homme d'État
- Antonio Maura (1853-1925), homme d'État
- Fernando Álvarez de Sotomayor (1875-1960), peintre et directeur du musée du Prado
- Fernando Primo de Rivera y Orbaneja (1879-1921), militaire
- José Ortega y Gasset (1883-1955), philosophe et sociologue
- Gonzalo de Mora y Fernández (1887-1957), marquis de Casa Riera, père de Fabiola, reine des Belges
- Ante Pavelić (1889-1959), homme d'État croate
- Blanca de Aragón y Carrillo de Albornoz (1892-1981), mère de Fabiola, reine des Belges
- Benito Perojo (1894-1974), réalisateur et producteur
- Encarnación López Júlvez dite « La Argentinita » (1898-1945), danseuse et chanteuse
- Fulgencio Batista (1901-1973), militaire et dictateur cubain
- José Antonio Primo de Rivera (1903-1936), homme politique fondateur de la Phalange, inhumé en 2023
- Emilio Aladrén (1906-1944), sculpteur, compagnon de Maruja Mallo, puis de Federico García Lorca
- Concha Piquer (1906-1990), chanteuse
- Soledad Ortega Spottorno (1914-2007), intellectuelle, écrivaine et universitaire, fondatrice de la Fondation José Ortega y Gasset.
- Luis Miguel Dominguín (1926-1996), matador
- Pilar de Bourbon (1936-2020), infante d'Espagne
- Miguel Boyer (1939-2014), entrepreneur et homme politique
- Kardam de Bulgarie (1962-2015)
- es:Ricardo Bellver (1845-1924), sculpteur espagnol
- Leonardo Torres Quevedo (1852-1936), ingénieur espagnol
- Juan Meléndez Valdés (1754-1817), poète espagnol

## Sources
- (es) Pedro Navascués Palacio, Puerta del Ángel y Sacramentales, Espasa-Calpe, 1979 (ISBN 84-239-5371-8), pp. 301-320.